# Faisal Al-Fayez
Faisal Al-Fayez (en arabe: فيصل عاكف مثقال الفايز), né le 20 décembre 1952 à Amman, est un homme politique jordanien. Il est premier ministre entre 2003 et 2005. Il est président du Sénat jordanien depuis 2015.